# Pararge menava
Pararge menava är en fjärilsart som beskrevs av Moore 1865. Pararge menava ingår i släktet Pararge och familjen praktfjärilar. Inga underarter finns listade i Catalogue of Life.